# База Жилино
База Жилино — посёлок в Солигаличском муниципальном районе Костромской области. Входит в состав Солигаличского сельского поселения

## География
Посёлок находится в северо-западной части Костромской области, на расстоянии менее 1 км (по прямой) к северо-западу от города Солигалич, административного центра района.

### Часовой пояс
Посёлок База Жилино, как и вся Костромская область, находится в часовой зоне МСК (московское время). Смещение применяемого времени относительно UTC составляет +3:00.

## Население
| 2008 | 2010 | 2014 |
| ---- | ---- | ---- |
| 2    | ↘0   | →0   |

### Национальный состав
Согласно результатам переписи 2002 года, в национальной структуре населения русские составляли 100 % из 2 чел.